# Strobilanthes pubiflora
Strobilanthes pubiflora är en akantusväxtart som beskrevs av John Richard Ironside Wood. Strobilanthes pubiflora ingår i släktet Strobilanthes och familjen akantusväxter. Inga underarter finns listade i Catalogue of Life.